# Anne Egerton
Lady Anne Egerton (1706 – 16 giugno 1762) è stata una nobildonna inglese.

## Biografia
Anne era la figlia di Scroop Egerton, I duca di Bridgewater, e della sua prima moglie, Lady Elizabeth Churchill, figlia di John Churchill, I duca di Marlborough.
Dopo la morte di sua madre nel 1714, suo padre si risposò con Lady Rachel Russell, figlia di Wriothesley Russell, II duca di Bedford. Lady Rachel aveva circa vent'anni meno di suo marito e da questo secondo matrimonio nacquero sette figli.

## Matrimoni

### Primo matrimonio
Sposò il 22 aprile 1725 ad Ashbridge il fratello della matrigna, Wriothesley Russell, III duca di Bedford (25 maggio 1708–23 ottobre 1732), che era succeduta al ducato nel 1711. Il matrimonio non fu un successo, e la coppia non ebbe figli. Il duca era in difficoltà finanziarie e morì il 23 ottobre 1732 a La Coruña, all'età di 24 anni.  Anna divenne duchessa vedova, poiché il ducato passò al fratello di suo marito.
Il 7 gennaio 1730 fu la sesta firmataria della petizione per l'istituzione del Foundling Hospital, un'iniziativa filantropica organizzata da Thomas Coram per la protezione dei bambini che altrimenti avrebbero corso il rischio di essere abbandonati.

### Secondo matrimonio
Il 23 giugno 1733 sposò a St. James's William Villiers, III conte di Jersey (8 marzo 1707–28 agosto 1769), figlio di William Villiers, II conte di Jersey. Ebbero due figli:
- Frederick William Villiers, visconte Villiers (25 marzo 1734-1742)
- George Villiers, IV conte di Jersey (9 giugno 1735-22 agosto 1805)

## Ascendenza
|                                        |                   |                                  | Genitori                                         |  |  | Nonni |  |  | Bisnonni                              |  |  | Trisnonni                            |  |
|                                        |                   |                                  |                                                  |  |  |       |  |  | John Egerton, II conte di Bridgewater |  |  | John Egerton, I conte di Bridgewater |  |
|                                        |                   |                                  |                                                  |  |  |       |  |  | John Egerton, II conte di Bridgewater |  |  | John Egerton, I conte di Bridgewater |  |
|                                        |                   | Frances Stanley                  |                                                  |  |  |       |  |  | John Egerton, II conte di Bridgewater |  |  |                                      |  |
| John Egerton, III conte di Bridgewater |                   |                                  |                                                  |  |  |       |  |  | John Egerton, II conte di Bridgewater |  |  |                                      |  |
|                                        |                   | Elizabeth Cavendish              | William Cavendish, I duca di Newcastle-upon-Tyne |  |  |       |  |  |                                       |  |  |                                      |  |
|                                        |                   | Elizabeth Cavendish              | William Cavendish, I duca di Newcastle-upon-Tyne |  |  |       |  |  |                                       |  |  |                                      |  |
|                                        |                   | Elizabeth Cavendish              | Elizabeth Basset                                 |  |  |       |  |  |                                       |  |  |                                      |  |
| Scroop Egerton, I duca di Bridgewater  |                   | Elizabeth Cavendish              |                                                  |  |  |       |  |  |                                       |  |  |                                      |  |
|                                        |                   | Charles Paulet, I duca di Bolton | John Paulet, V marchese di Winchester            |  |  |       |  |  |                                       |  |  |                                      |  |
|                                        |                   | Charles Paulet, I duca di Bolton | John Paulet, V marchese di Winchester            |  |  |       |  |  |                                       |  |  |                                      |  |
|                                        |                   | Charles Paulet, I duca di Bolton | Jane Savage                                      |  |  |       |  |  |                                       |  |  |                                      |  |
| Jane Paulet                            |                   | Charles Paulet, I duca di Bolton |                                                  |  |  |       |  |  |                                       |  |  |                                      |  |
|                                        |                   | Mary Scrope                      | Emanuel Scrope, I conte di Sunderland            |  |  |       |  |  |                                       |  |  |                                      |  |
|                                        |                   | Mary Scrope                      | Emanuel Scrope, I conte di Sunderland            |  |  |       |  |  |                                       |  |  |                                      |  |
|                                        |                   | Mary Scrope                      | Martha Jeanes                                    |  |  |       |  |  |                                       |  |  |                                      |  |
| Anne Egerton                           |                   | Mary Scrope                      |                                                  |  |  |       |  |  |                                       |  |  |                                      |  |
|                                        | Winston Churchill | John Churchill                   |                                                  |  |  |       |  |  |                                       |  |  |                                      |  |
|                                        | Winston Churchill | John Churchill                   |                                                  |  |  |       |  |  |                                       |  |  |                                      |  |
|                                        | Winston Churchill | Sarah Winston                    |                                                  |  |  |       |  |  |                                       |  |  |                                      |  |
| John Churchill, I duca di Marlborough  | Winston Churchill |                                  |                                                  |  |  |       |  |  |                                       |  |  |                                      |  |
|                                        |                   | Elizabeth Drake                  | John Drake                                       |  |  |       |  |  |                                       |  |  |                                      |  |
|                                        |                   | Elizabeth Drake                  | John Drake                                       |  |  |       |  |  |                                       |  |  |                                      |  |
|                                        |                   | Elizabeth Drake                  | Eleanor Boteler                                  |  |  |       |  |  |                                       |  |  |                                      |  |
| Elizabeth Churchill                    |                   | Elizabeth Drake                  |                                                  |  |  |       |  |  |                                       |  |  |                                      |  |
|                                        |                   | Richard Jennings                 | John Jennings                                    |  |  |       |  |  |                                       |  |  |                                      |  |
|                                        |                   | Richard Jennings                 | John Jennings                                    |  |  |       |  |  |                                       |  |  |                                      |  |
|                                        |                   | Richard Jennings                 | Alice Spencer                                    |  |  |       |  |  |                                       |  |  |                                      |  |
| Sarah Jennings                         |                   | Richard Jennings                 |                                                  |  |  |       |  |  |                                       |  |  |                                      |  |
|                                        |                   | Frances Thornhurst               | Gifford Thornhurst, I baronetto                  |  |  |       |  |  |                                       |  |  |                                      |  |
|                                        |                   | Frances Thornhurst               | Gifford Thornhurst, I baronetto                  |  |  |       |  |  |                                       |  |  |                                      |  |
|                                        |                   | Frances Thornhurst               | Susanna Temple                                   |  |  |       |  |  |                                       |  |  |                                      |  |
|                                        |                   | Frances Thornhurst               |                                                  |  |  |       |  |  |                                       |  |  |                                      |  |